# Naulitz (Küsten)
Naulitz ist ein Ortsteil der Gemeinde Küsten in der Samtgemeinde Lüchow (Wendland) im niedersächsischen Landkreis Lüchow-Dannenberg. Der Ort liegt 6 km westlich von Lüchow an der Kreisstraße von Küsten nach Meuchefitz in der Niederen Geest in einem Bereich von Quellgewässern des Lübelner Mühlenbaches. Naulitz ist ein Rundling mit einem ovalen Grundriss. Das Ortsbild hat sich durch Hofaufgaben, Ersatz- und Umbauten stark gewandelt.
Das Mecklenburgische Urkundenbuch von 1191 benennt den Ort als "Naulitz juxta Lugowe". 1929 wurde die Einheitsgemeinde mit Süthen zusammengelegt. Im Rahmen der Gemeindegebietsreform wurde 1972 diese Gemeinde zu einem Ortsteil von Küsten. Der Ort hatte bis in Anfang der 1970er Jahre über einhundert Einwohner. Naulitz gehört zur Kirchengemeinde Küsten.

## Nachweise
1. ↑  Wendland-Lexikon, Band 2, L–Z, Lüchow 2008, Seite 161.
2. ↑  Wendland-Lexikon, Band 2, L–Z, Lüchow 2008, Seite 162.